# 舊港 (新竹)
舊港，是一個擁有歷史的港口及聚落，位於臺灣新竹市西北端，與新竹港相鄰，頭前溪近河口處北岸的沙洲，以舊港大橋與白地橋連接新竹市大部與新竹縣竹北市。清代時曾是臺灣與福建貿易的重要港口，也是臺灣距離泉州最近的港口。日治時期的舊港庄，相較於今日行政區，範圍大致包括新竹市北區舊港里不含西南部邊界地帶，以及新竹縣竹北市新港里、白地里最西端、新庄里最西端。

## 歷史
舊港原稱竹塹港，於清雍正九年（1731年）開港。清代時，港口曾多次遷移頭前溪的南北岸，歷史較悠久的習稱為舊港。19世紀中期以後，竹塹行郊多設此地。除了航行於臺灣島南北港口外，航線主要與漳州、泉州、福州各港互通，甚至到天津、牛莊以及東南亞的呂宋、暹羅以及東北亞的日本、朝鮮各地。清代乾隆末期到日治大正年間，是舊港的全盛時期
清代台灣巡撫劉銘傳興建鐵路時，曾在舊港興建一條材料搬運的鐵路支線，稱舊港支線，完工後便廢棄不用。日治以後，1895年8月30日由日籍鐵道隊員板倉勝文踏查舊線跡後提出報告，於《臺灣鐵道史》一書中可窺見到相關記載。
日治時期，香山港一度興起，竹塹港的發展遲滯。臺灣總督府指定竹塹港為對中貿易的四個港口之一，竹塹港的港務因而恢復盛況。1932年後因戰爭因素，總督府停止海峽貿易，竹塹港成為專屬漁港。1952年，政府以舊港易封淤，船隻出入不便，遂於頭前溪南岸另建南寮漁港取代舊港。此後舊港的機能完全消失。
1946年，舊港地區被分為新港、舊港二村，為竹北鄉（今竹北市）的最西端，1953年舊港村改隸屬新竹市舊港里，成為新竹市的最西北端。

## 現況
目前舊港聚落人口僅餘一百餘戶，七百多人，且年齡偏高，主要從事近海漁業；近年來則有海產店與娛樂場所在此開業。

## 相關
- 新竹科技商港
- 北門街商圈
- 舊港庄（1941年與六家庄合併為新竹市竹北庄）